# Jonah Kapena
 (décembre 2023).
Jonah Kapena (décédé le 12 mars 1868), également orthographié Iona Kapena, est un conseiller royal et un homme d'État du royaume d'Hawaï qui contribue à la rédaction de la Constitution de 1840 du royaume d'Hawaï. En plus de sa carrière législative en tant que membre de la Chambre des Nobles, il est également juge et adjoint de la première Cour suprême d'Hawaï.

## Biographie

### Jeunesse
On ne sait rien des débuts de Kapena, sauf qu'il est né dans une famille issue des couches inférieures de la noblesse hawaïenne, subordonnée aux hauts chefs ou ali'i nui. En 1831, il devint membre de la première classe du séminaire de Lahainaluna sous la direction du missionnaire américain Lorrin Andrews, premier directeur de l'école. Ses camarades de classe comprennent l'historien David Malo et Samuel Kamakau et les politiciens Boaz Mahune et Timothy Ha'alilio. Il obtient son diplôme en 1835 après quatre ans à l'école.

### Carrière politique

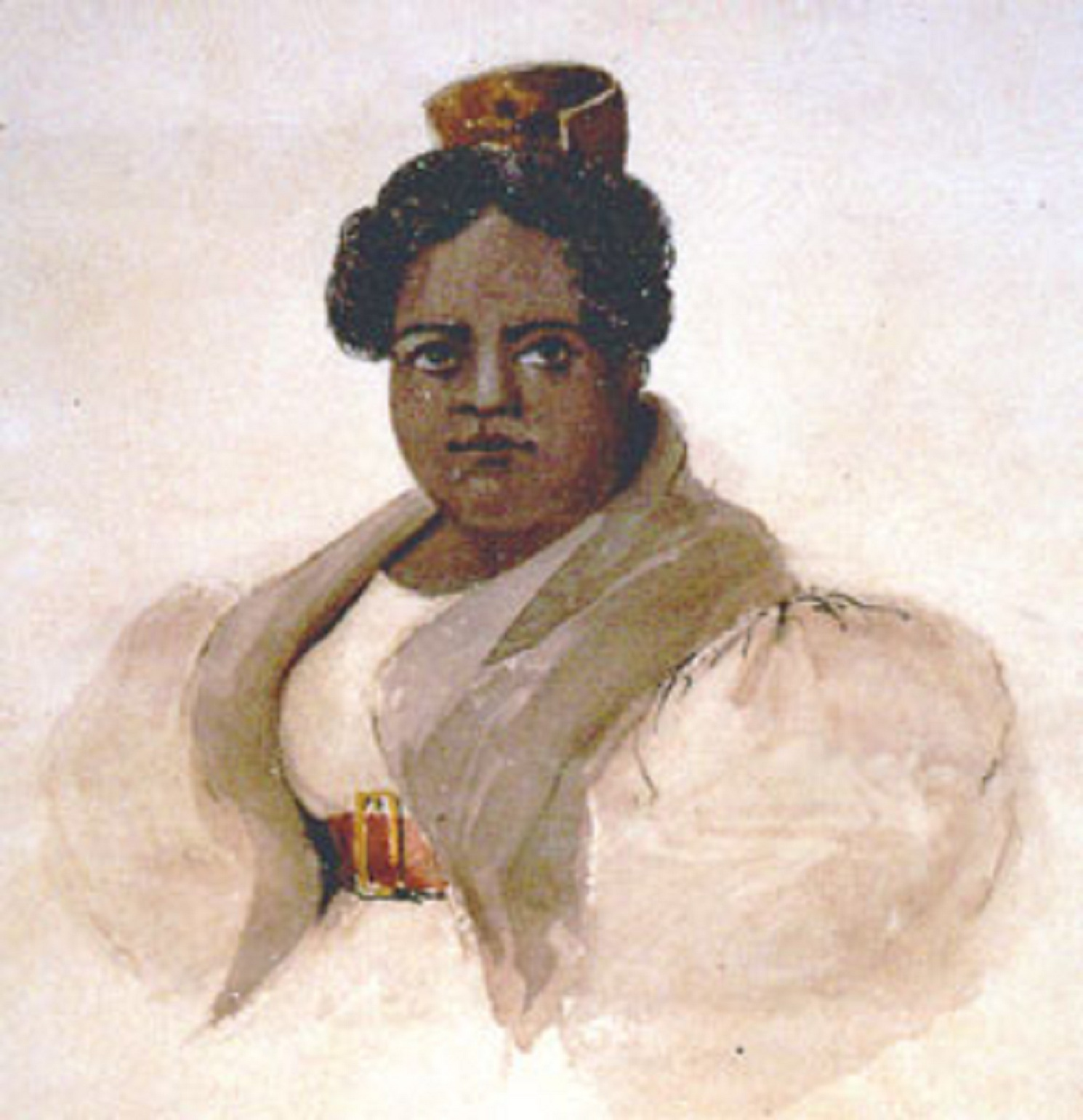
Kapena devient secrétaire et conseiller du Kīna'u, le Kuhina Nui, et la représente lors de la rédaction de la première constitution d'Hawaï.

De nombreux diplômés de Lahainaluna deviennent hommes politiques ou conseillers à la cour du roi Kamehameha III. Kapena devient secrétaire et conseiller de Kīna'u, le Kuhina Nui (une fonction similaire à celle d'un premier ministre ou d'un co-régent), et le représente dans la rédaction de la première constitution et déclaration des droits d'Hawaï. Afin d'établir un gouvernement stable contre les ambitions coloniales, le roi Kamehameha III, le Kuhina Nui et le conseil des chefs cherchèrent à faire d'Hawaii une monarchie constitutionnelle. Kapena et Boaz Mahune (représentant le roi) ont aidé le missionnaire américain William Richards à rédiger ce document. Mahune et les diplômés de Lahainaluna ont été principalement crédités de la rédaction de la Déclaration des droits de 1839 dans le journal contemporain The Polynesian. Cependant, les recherches de l'historien hawaïen Jon Kamakawiwoʻole Osorio attribuent à Richards la paternité de la Déclaration et de la majorité de la Constitution de 1840, alors que Mahune et Kapena n'étaient que des assistants. La constitution de 1840 codifie la structure politique existante du royaume et crée la Cour suprême hawaïenne et la législature d'Hawaï.
Kapena travaille comme greffier gouvernemental lors de la session de 1841 de l'Assemblée législative à Lahaina, la capitale de l'époque. C'est la première fois que le roi et ses nobles se réunissent en tant qu'organe de gouvernement depuis la ratification de la Constitution en 1840. Il est à nouveau greffier à la législature en 1843 avec George Luther Kapeau, puis avec William Richards lors de la session de 1845. En 1842, Kapena est élu par la législature pour être l'un des quatre juges adjoints de la Cour suprême d'Hawaï. Cette cour est la première formée dans le royaume d'Hawaï entre 1842 et 1848, et est dirigée par le roi Kamehameha III et Kuhina Nui Kekāuluohi, et par Keoni Ana après la mort de Kekāuluohi. Les quatre juges nommés en 1842 ne sont pas des juges associés (comme ceux nommés après 1848), mais occupent la même fonction d'assistant du Chief Justice, c'est-à-dire du Roi. Kapena a siégé en tant que juge de 1842 à 1848, date à laquelle le corps est réformé sous l'égide du juge en chef William Little Lee. En 1845, Kapena est également nommé membre officiel de la Chambre des Nobles. Afin de remplacer le nombre décroissant d'aliʻi nui, les membres existants de la Chambre des Nobles décident, le 2 avril 1845, d'élire au conseil des chefs de rang inférieur qui sont des "hommes d'étude" et d'élever leur statut de chef. Kapena fait partie du premier groupe de six chefs inférieurs choisis. En tant que membre de la Chambre des Nobles, Kapena participe à plusieurs sessions législatives entre 1850 et 1866,. Kapena est nommé plus tard juge de circuit pour Oahu. Sa nécrologie indique que dans cette fonction, il « donne satisfaction à tous ». Après l'avènement du roi Kamehameha V en 1864, Kapena est également nommé membre du Conseil privé d'État, un conseil consultatif du monarque.

### Vie privée
En plus de ses positions politiques, Kapena travaille comme rédacteur en chef d'un journal. Il écrit dans l'un des premiers journaux en hawaïen du royaume, le Ka Nonanona (paru de 1841 à 1845), et devient plus tard rédacteur en chef du Ke Au Okoa (paru de 1865 à 1873). En 1870, son fils hānai (adoptif), John Mākini Kapena, en devient le rédacteur jusqu'à sa fusion avec Ka Nupepa Kuokoa, et devient Ka Nupepa Kuokoa Me Ke Au Okoa I Huiia en 1873.
Kapena épouse Kahilipulu le 2 septembre 1846 à Honolulu sur l'île d'O'ahu. Kapena est également mariée à une sœur de Joshua Kekaulahao. Elle meurt avant 1858. Kapena dirige le cortège lors des funérailles des six membres de sa famille, dont ses deux frères, son neveu, son cousin et son père. On ne sait pas si ces deux informations font référence à la même personne. On ne sait rien d’autre sur l’état civil de Kapena. Dans la tradition hawaïenne du hānai (une forme d'adoption informelle), il adopte son neveu John Mākini Kapena (1843-1887), fils unique de Mākini et de Nāʻawa, un parent du roi Kalākaua. John Kapena est devenu un ministre important du gouvernement sous le règne de Kalākaua dans les années 1870. Le jeune Kapena épouse Emma Aʻalailoa Malo (1846-1886), la fille unique de David Malo, le camarade de classe de Lahainaluna de l'aîné Kapena,.

## Mort et enterrement

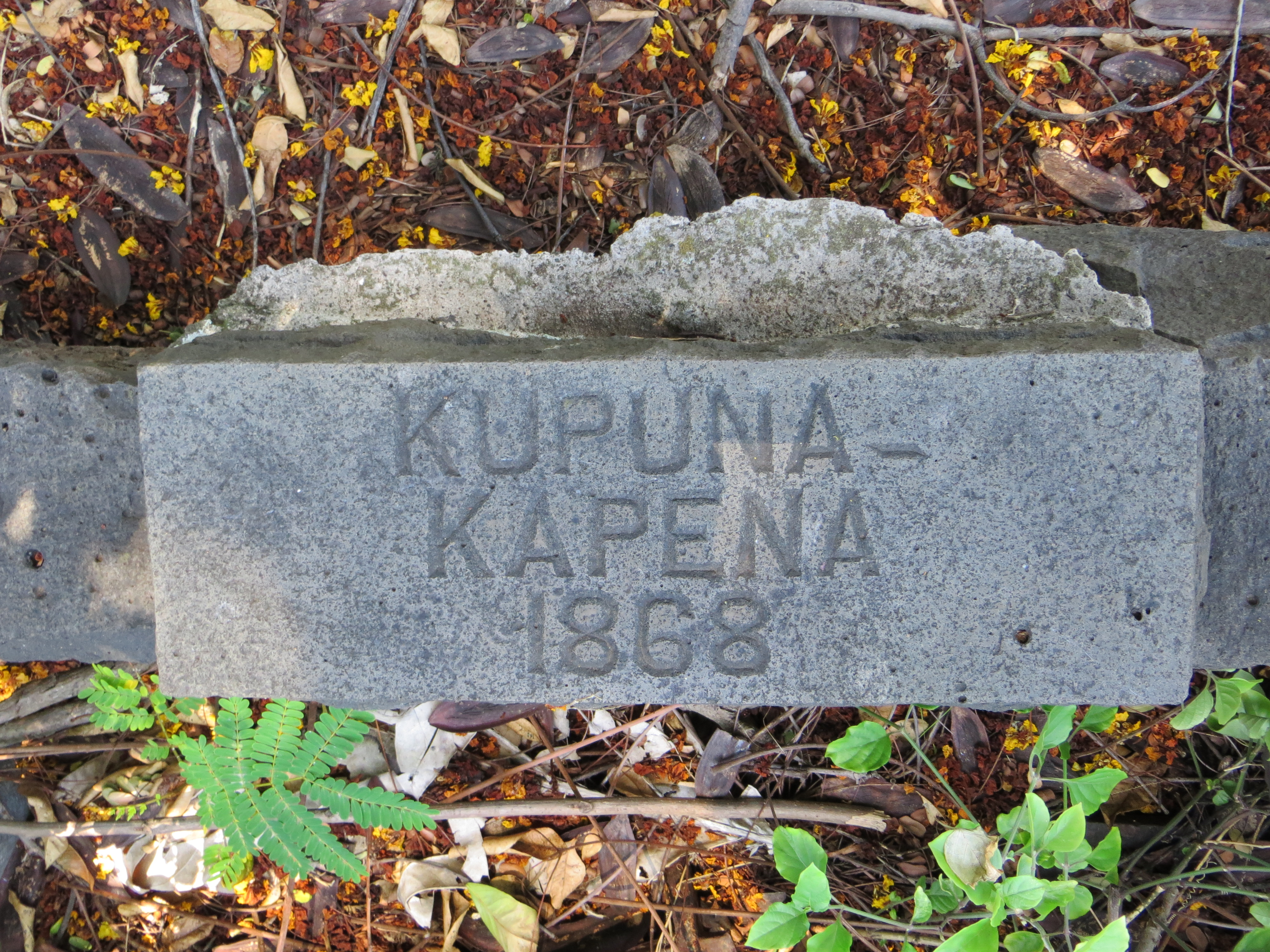
Pierre tombale de Kapena dans le cimetière de Kawaiahaʻo.

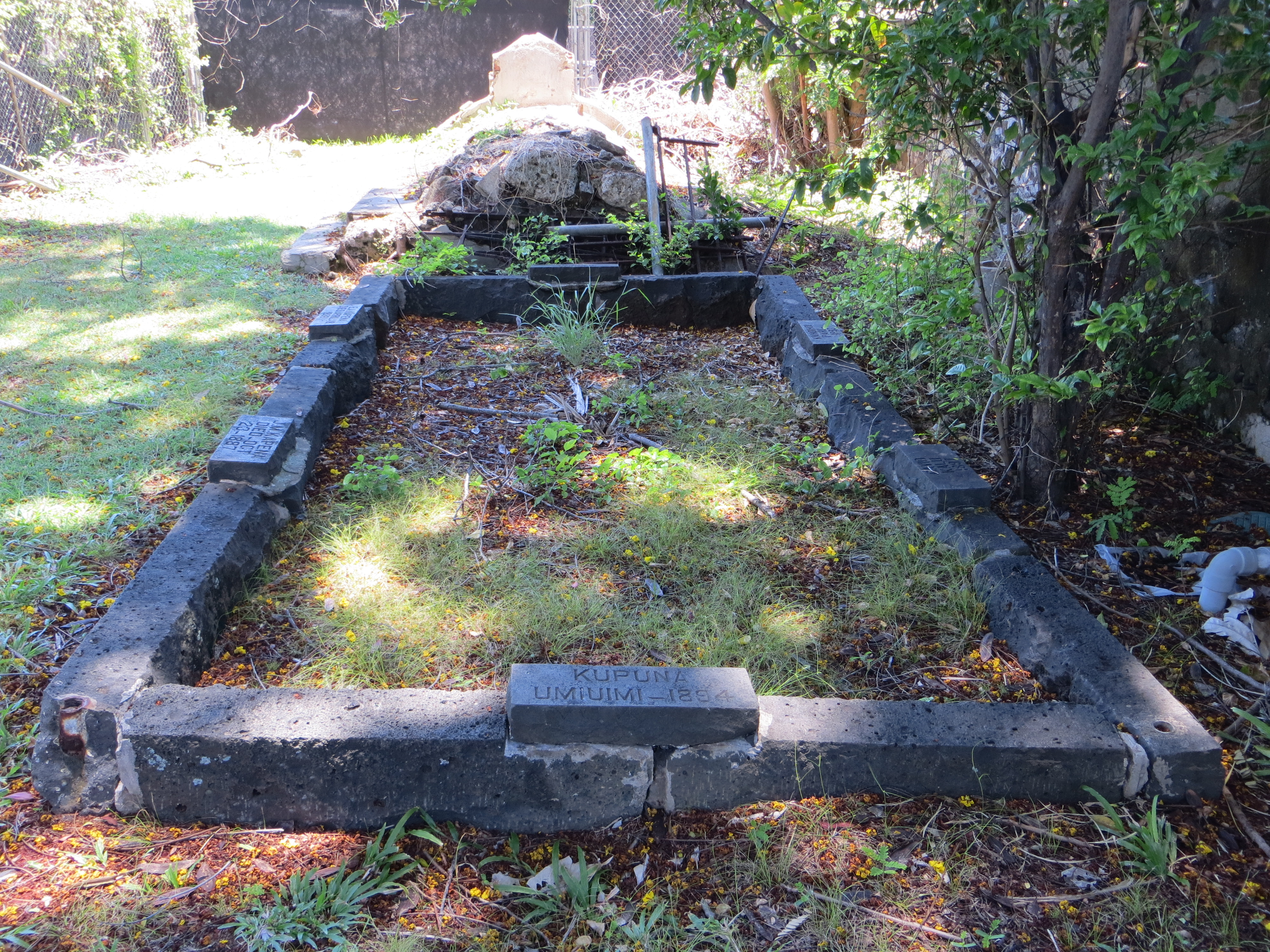
L'enclos de la famille Kapena dans le cimetière de Kawaiahaʻo.

Le 12 mars 1868, Kapena meurt à Honolulu dans sa résidence de la vallée de Nuuanu. Kapena devient invalide au cours des dernières années de sa vie, ce qui l'empêche d'exercer des fonctions gouvernementales,. En 1868, la Hawaiian Gazette écrit sur l'héritage de Kapena ;
« Le juge Kapena, dont les derniers rites à la mémoire viennent d'être accomplis, est un homme dont le caractère est intact dans cette nation et dont les capacités, dans les diverses positions de la vie qu'il occupait, sont remarquables. Dans ses relations officielles et sociales, il est admiré et aimé du peuple hawaïen. et sa réputation sera chérie non seulement par sa famille, mais par un large cercle d'amis » .
Ses funérailles à l'église de Kawaiaha'o se sont déroulées en présence d'amis, de membres de la famille, de membres de l'Assemblée législative et du chambellan, qui représentait le roi. Le service funéraire a été dirigé par Henry H. Parker, un révérend de l'église de Kawaiahaʻo, avec l'aide de George Washington Pilipō de l'église de Kaumakapili. Le discours de Parker, qui est en hawaïen, donne un bref aperçu de la vie de Kapena et le présente comme un exemple à suivre pour ses compatriotes. Après le service, le cercueil de Kapena est placé dans un tombeau ou un caveau nouvellement construit dans le cimetière,,. John Mākini Kapena et son épouse Emma Aʻalailoa Malo Kapena sont enterrés dans le terrain familial Kapena. Parmi les autres proches qui y sont enterrés figurent Umiuimi, David Kalu et Kahoihoi Pahu.